# Rue Saint-Lambert (Paris)
Pour les articles homonymes, voir Rue Saint-Lambert.
La rue Saint-Lambert est une rue du 15e arrondissement de Paris, en France.

## Situation et accès

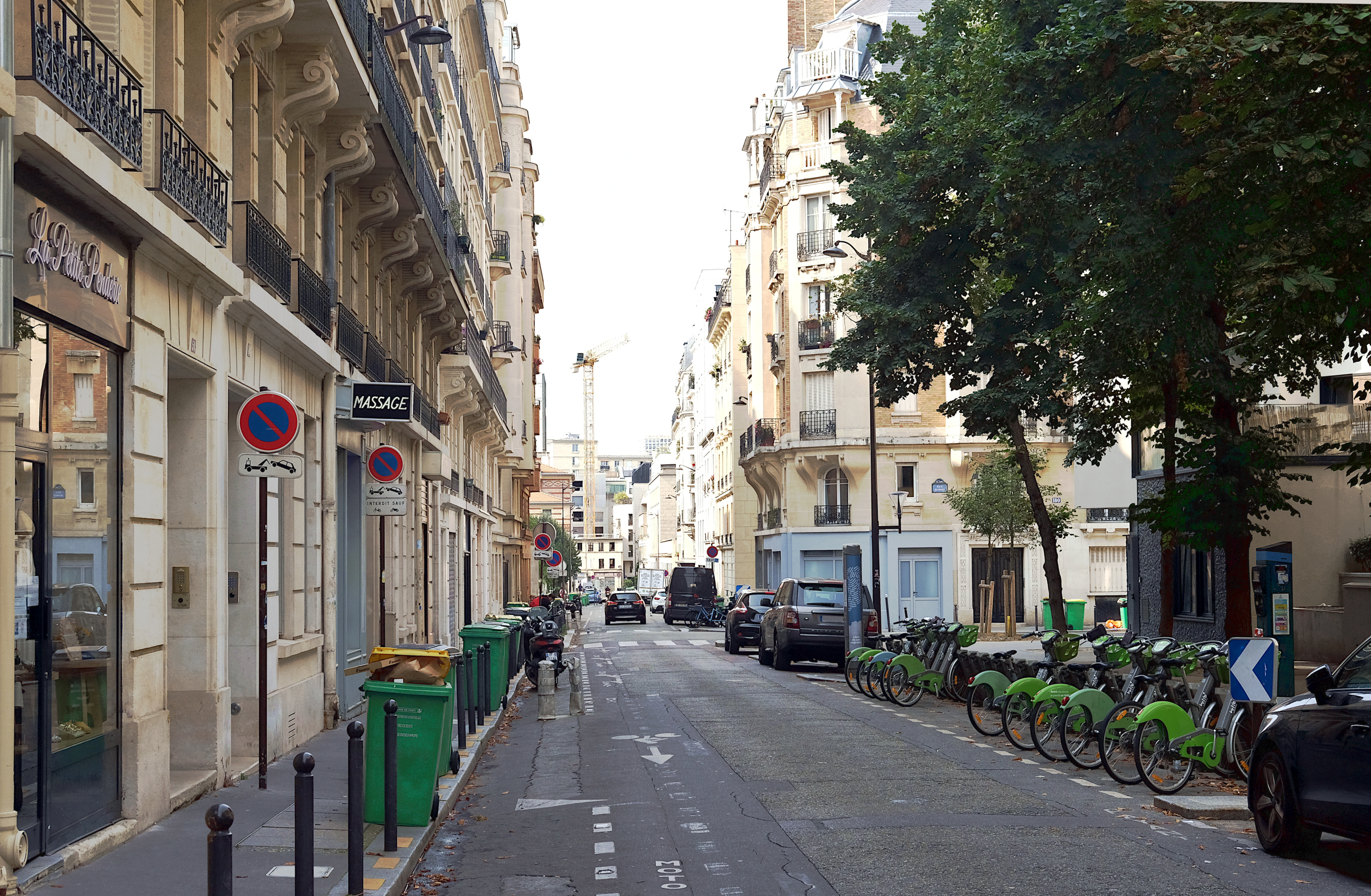
La rue vue depuis la rue de Vaugirard.

La rue Saint-Lambert est une voie publique située dans le 15e arrondissement de Paris. Elle débute au 4, rue Desnouettes (à l'angle de la place Henri-Rollet et à proximité de la rue de Vaugirard) et se termine au 259, rue Lecourbe. 
C'est une rue à sens unique, accessible uniquement en direction de la rue Lecourbe.

## Origine du nom
Elle doit son nom au voisinage de l'église Saint-Lambert, démolie en 1856.

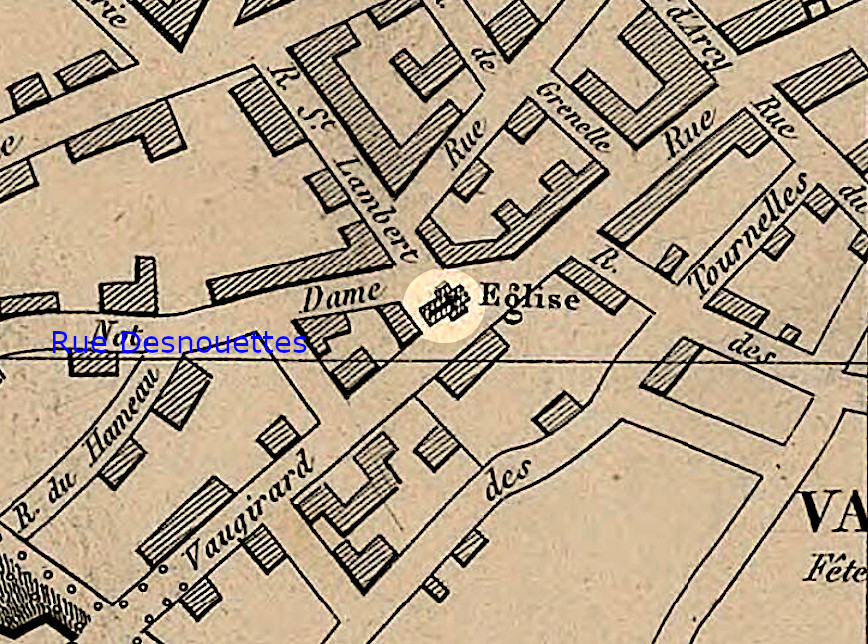
L'ancienne église Saint-Lambert (dans la pastille claire) sur le plan d'Henriot de 1847. L'église était située sur l'emplacement actuel de la place Henri-Rollet.
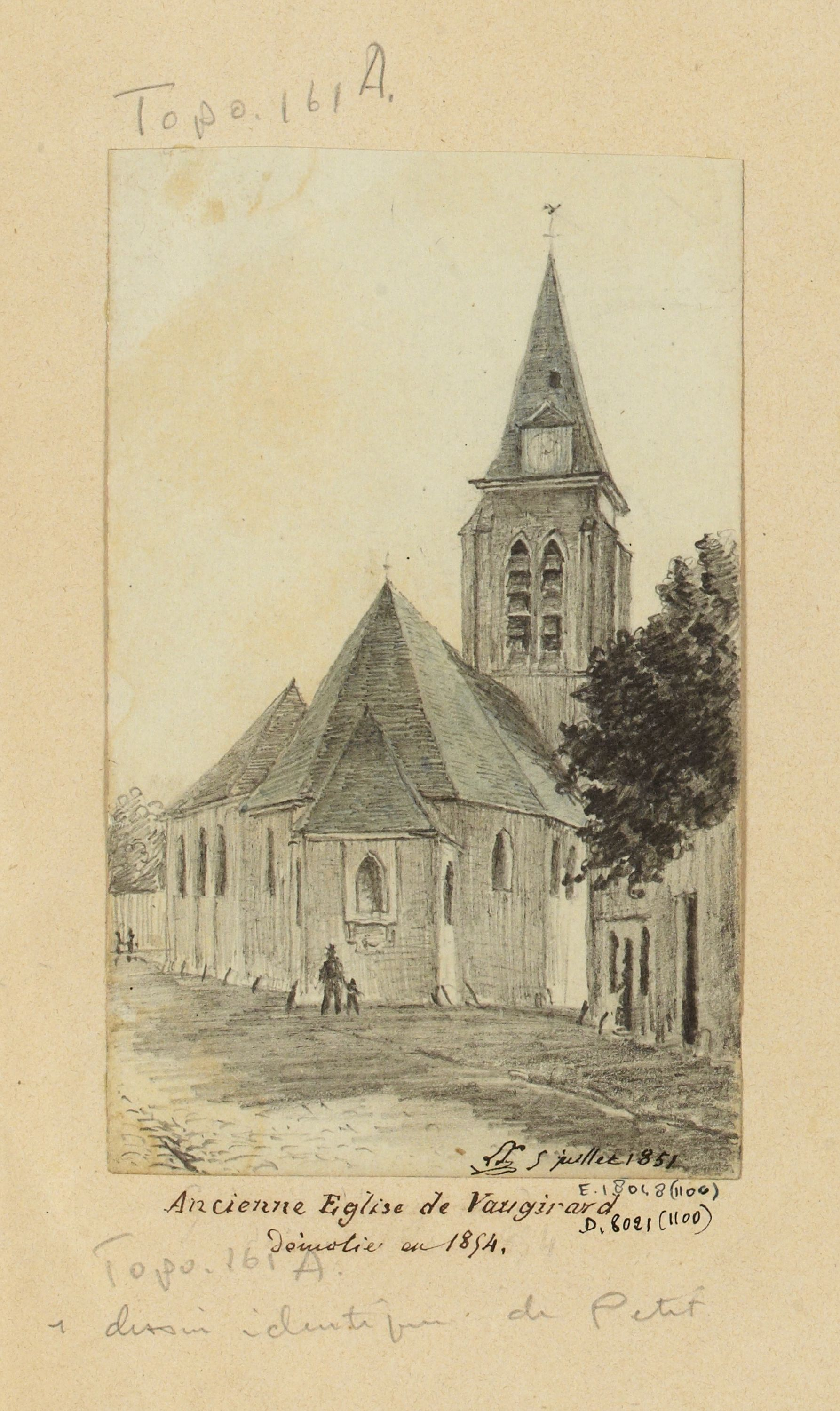
Ancienne église Saint Lambert démolie en 1854 (dessin de Léon Leymonnerye, 1851).

## Historique
Ancienne rue de la commune de Vaugirard, elle est présente sur le plan de Roussel (1730). Cette rue intègre la nomenclature des rues de Paris par décret du 23 mai 1863.

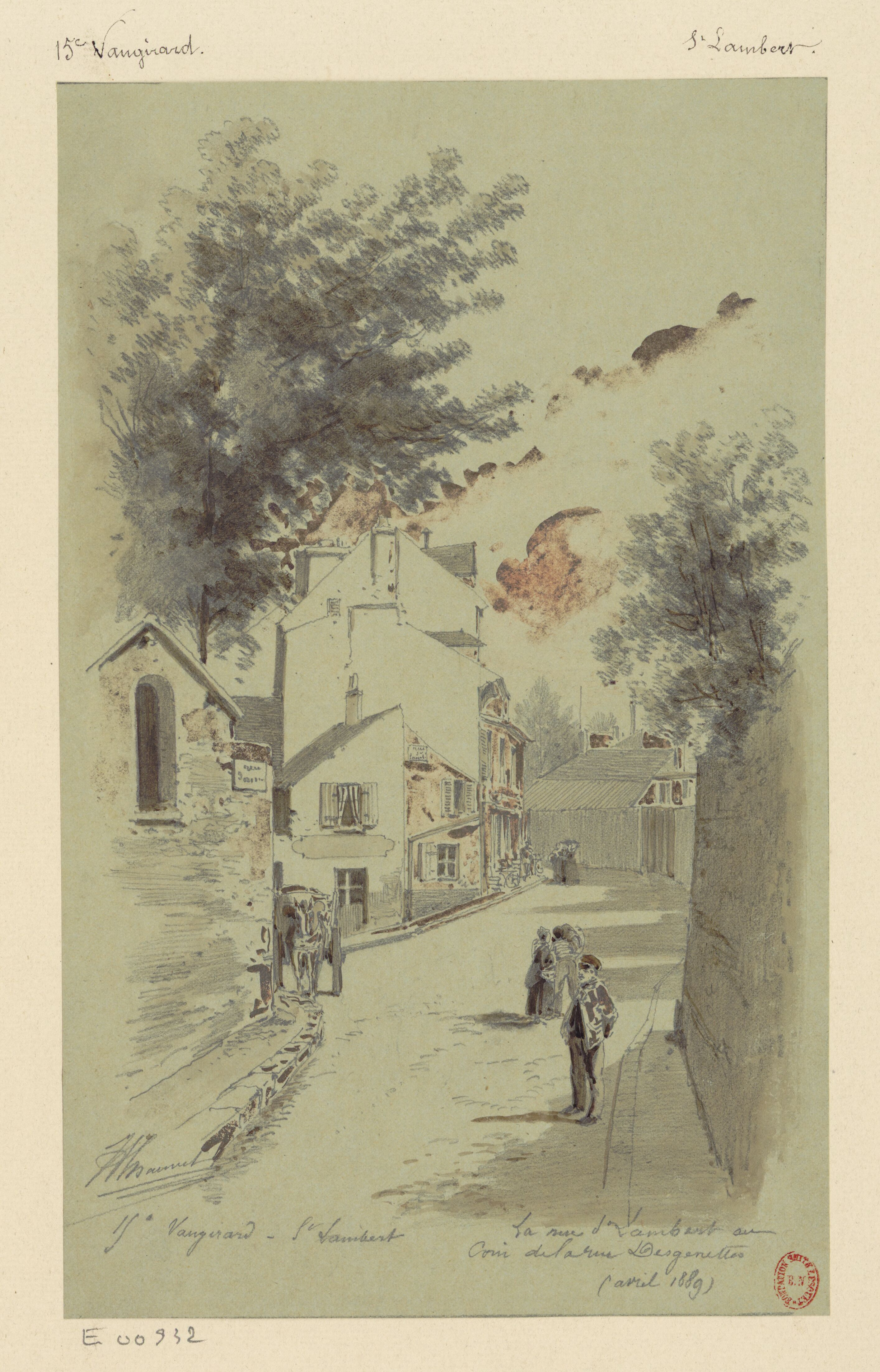
La rue en 1889 (dessin de Jules-Adolphe Chauvet).
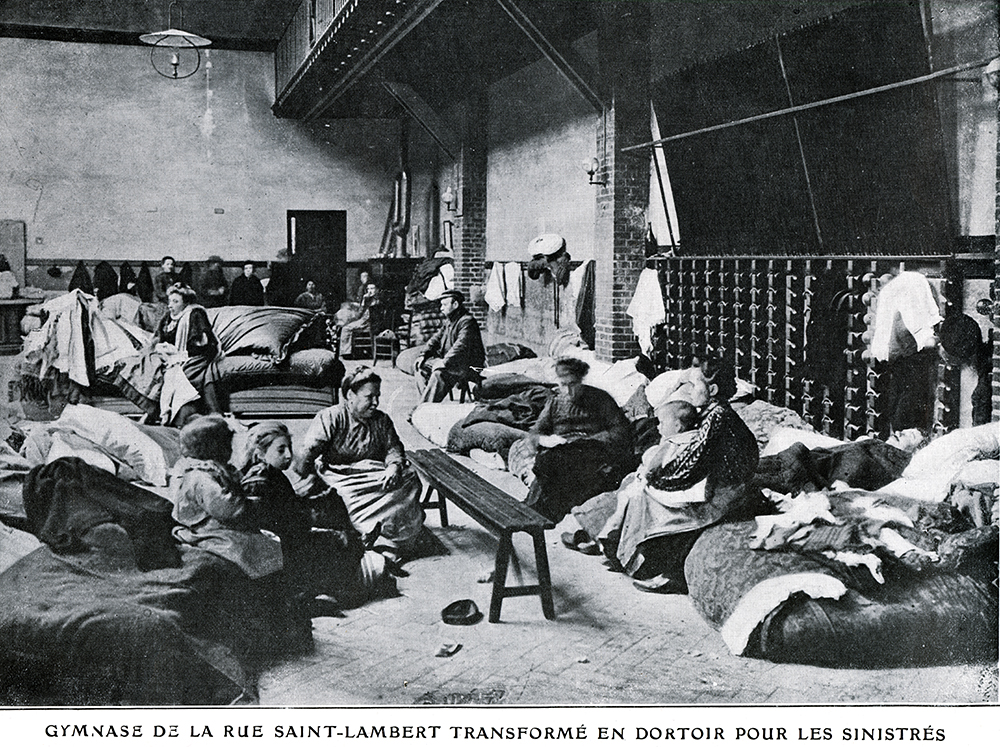
Accueil des sinistrés au gymnase de la rue Saint-Lambert lors de la crue de 1910.

## Bâtiments remarquables et lieux de mémoire
- Au début de la rue, à l'emplacement actuel de la place Henri-Rollet, se trouvait l'ancienne église Saint-Lambert de Vaugirard qui a donné son nom à la rue. Cette église était construite en 1342 et consacrée à Notre-Dame, puis elle a pris le nom de « Saint-Lambert » en 1453, ayant reçu les reliques de saint Lambert de Maastricht. Après la création de la nouvelle et plus vaste église Saint-Lambert de Vaugirard, le conseil municipal de Vaugirard a voté la démolition de cette église le 3 novembre 1856[2].
- Au no 37 se trouvait la maternité Sainte-Félicité (maintenant au 7, rue de Casablanca) dont s'occupent les Petites Sœurs des Maternités catholiques. Elle occupait l'emplacement de l'ancien hospice pour les pauvres datant du XVIIe siècle[3].